# فرودگاه‌های کانتری ۲
فرودگاه‌های کانتری ۲ (به انگلیسی: Hi Country No. 2 Airport) یک فرودگاه خصوصی است که یک باند فرود شن و خاک دارد و طول باند آن ۷۶۲ متر است. این فرودگاه در شهر پریری سیتی، اورگن کشور ایالات متحده آمریکا قرار دارد و در ارتفاع ۱۱۷۰ متری از سطح دریا واقع شده‌است.